# GMZ-3

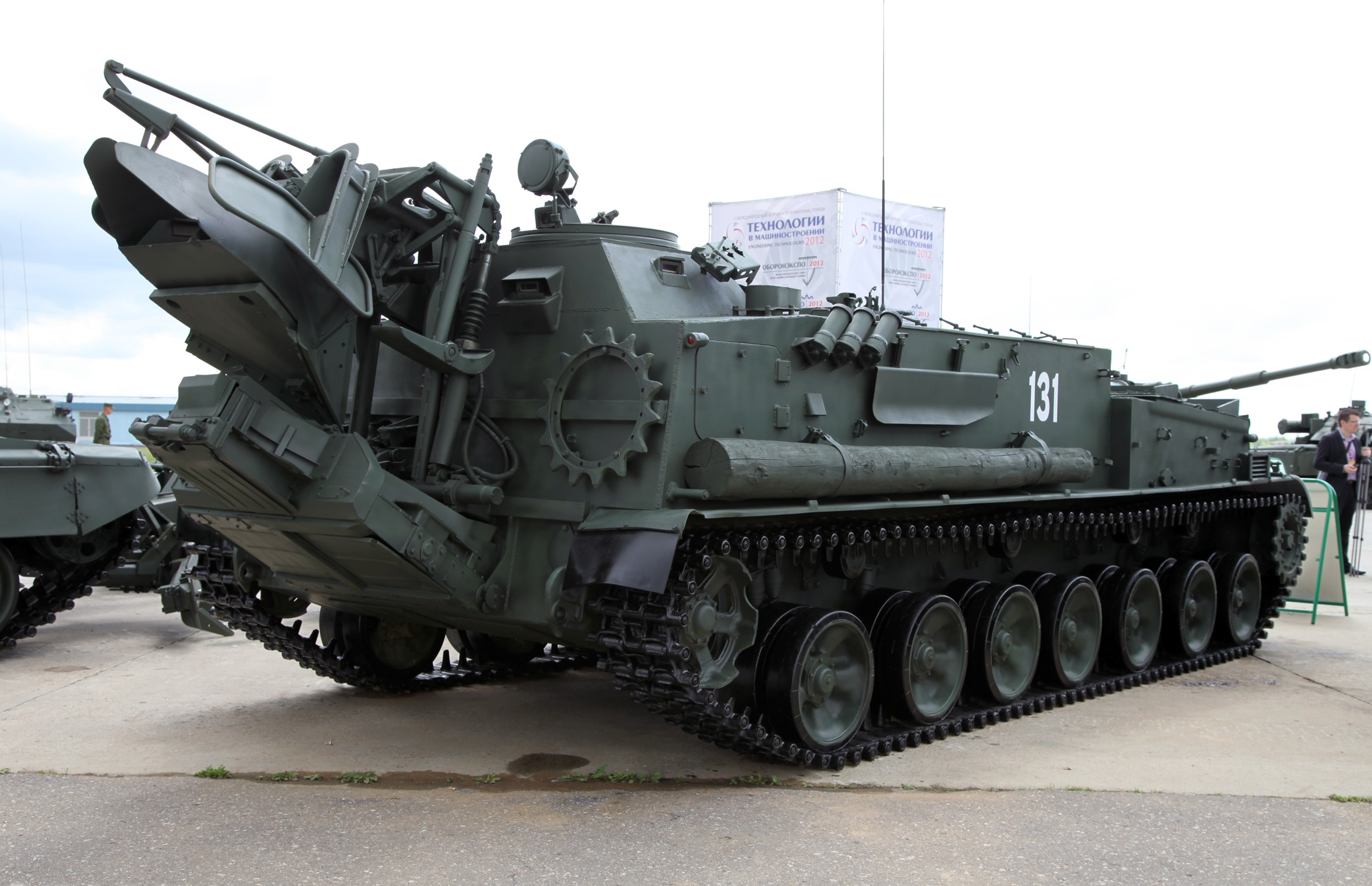

GMZ-3 – radziecki samobieżny, nożowy ustawiacz min.
GMZ-3 ma podwozie gąsienicowe. W przedniej części kadłuba znajduje się silnik i stanowisko załogi (kierowca i dwóch operatorów-saperów), w tylnej magazyn mieszczący 208 min przeciwpancernych TM-57, TM-62M lub TM-89. Z tyłu pojazdu zamocowane jest urządzenie umożliwiające układanie min na powierzchni gruntu lub pod jego powierzchnią. Prędkość minowania zależy od sposobu układania min i waha się pomiędzy 6 a 15 km/h. Pojazd może ustawić 300-400 min/h.